# 古店镇
古店镇是中华人民共和国山西省大同市新荣区下辖的一个镇。
2018年2月9日，国务院批复大同市部分行政区划调整，将南郊区古店镇划归新荣区管辖。

## 行政区划
古店镇下辖以下村级行政区划单位：
古店村、北宋庄村、圣水沟村、马站村、北羊坊村、山底村、孤山村、北榆涧村、窨子沟村和赵家窑村。

## 交通
- 京包铁路：古店站